# Juan Mujica
Juan Martín Mujica (ur. 22 grudnia 1943 w Casa Blance, zm. 11 lutego 2016 w Montevideo) – piłkarz urugwajski, pomocnik, obrońca, libero. Wzrost 176 cm, waga 74 kg.
Był w kadrze "40" na finały mistrzostw świata w 1966 roku.
Jako piłkarz klubu Club Nacional de Football wziął udział wraz z reprezentacją Urugwaju w turnieju Copa América 1967, gdzie Urugwaj zdobył mistrzostwo Ameryki Południowej. Zagrał w trzech meczach - z Wenezuelą, Paragwajem i Argentyną.
Wciąż jako gracz Nacionalu Mujica brał udział w finałach mistrzostw świata w 1970 roku, gdzie Urugwaj zdobył miano czwartej drużyny świata. Zagrał we wszystkich sześciu meczach - z Izraelem (zdobył bramkę), Włochami, Szwecją, ZSRR, Brazylią i Niemcami.
Od 18 maja 1966 do 20 czerwca 1970 Mujica rozegrał w reprezentacji Urugwaju 22 mecze i zdobył 2 bramki
Wraz z Nacionalem dotarł do półfinału Copa Libertadores 1966, gdzie trzeba było uznać wyższość późniejszego triumfatora tych rozgrywek, klubu CA Peñarol. Następnie Mujica dotarł do finału Copa Libertadores 1967 i Copa Libertadores 1969 - za pierwszym razem Nacional przegrał finał z drużyną Racing Club de Avellaneda, a za drugim razem z Estudiantes La Plata. Za trzecim finałowym podejściem Nacional, a wraz z nim Mujica, wygrał turniej Copa Libertadores 1971 i jeszcze w tym samym roku klub zdobył tytuł najlepszego zespołu świata po wygraniu Pucharu Interkontynentalnego.
W latach 1966–1971, grając w Nacionalu, rozegrał w turnieju Copa Libertadores 52 mecze i zdobył 10 bramek
Mujica grał także we Francji - w latach 1973–1975 w klubie Lille OSC, a następnie do 1978 w RC Lens. Uchodził za znakomitego, inteligentnie grającego piłkarza.
Po zakończeniu kariery piłkarskiej Mujica został trenerem. Pracował m.in. w Urugwaju. Największym sukcesem jako trenera było wygranie z klubem Nacional turnieju Copa Libertadores 1980 i zdobycie w tym samym roku Pucharu Interkontynentalnego. Jest drugim obok Luisa Cubilli trenerem, który wygrał Copa Libertadores i Puchar Świata jako piłkarz i jako trener.